# Echinocnemus
Echinocnemus (лат.) — род жуков из семейства брахицерид (Brachyceridae).

## Описание
Усиковые бороздки скошены, направлены под основание головотрубки. Голени изнутри с пилообразными зубчиками. Анальный стернит брюшка у вершины с одной парой длинных хет.

## Распространение
Встречается в Палеарктике, Афротропике, Ориентальной области и Австралазии.

## Палеонтология
В ископаемом состоянии известны из отложений туронского яруса меловой системы (89,8—93,9 млн лет).

## Классификация
В мировой фауне насчитывается более 100 видов, из них в Палеарктике обитают следующие виды:
- Echinocnemus aegyptiacus Desbrochers des Loges, 1896
- Echinocnemus carinirostris Tournier, 1874
- Echinocnemus depressipennis Tournier, 1874
- Echinocnemus dorsalis Chevrolat, 1879
- Echinocnemus margelanicus Faust, 1887
- Echinocnemus phytonomoides Voss, 1953
- Echinocnemus reitteri Schilsky, 1907
- Echinocnemus sardous Desbrochers des Loges, 1900
- Echinocnemus squameus Boheman, 1835
- Echinocnemus tibialis Tournier, 1874
- Echinocnemus truncatus Chevrolat, 1879